# Ectromatopsis
Ectromatopsis is een geslacht van vliesvleugeligen uit de familie Encyrtidae. De wetenschappelijke naam van dit geslacht is voor het eerst geldig gepubliceerd in 1947 door Compere.

## Soorten
Het geslacht Ectromatopsis is monotypisch en omvat slechts de volgende soort:
- Ectromatopsis americana (Howard, 1898)